# 皮朗阿尔卡杜
皮朗阿尔卡杜是巴西巴伊亚州的一个市镇。总面积11700.012平方公里，总人口29812人，人口密度2.5人/平方公里。